# Референдум о независимости Каталонии (2017)
Референдум о независимости Каталонии — референдум, проведённый властями Каталонии (регион Испании) 1 октября 2017 года. Властями Испании рассматривается как незаконный.
За независимость проголосовало 90,18 % (2 044 038 человек). Против независимости — 7,83 % (177 547 человек). Явка составила 43,03 % (2 286 217 из 5 300 000 человек).
Каталония — область на северо-востоке Испании, в которой существует движение за независимость Каталонии. Борьба каталонцев за выход из испанского королевства идет несколько веков. Национальный день Каталонии, 11 сентября, напоминает о том, что в 1714 году свою автономию она потеряла; это произошло после Войны за испанское наследство. Автономия была восстановлена лишь в 1979 году после смерти диктатора Франсиско Франко, но полностью каталонцев не удовлетворила. Сепаратизму способствует и то, что Автономная область Каталония с населением в 16 % от общего населения Испании дает четверть валового национального продукта страны — в национальный бюджет Каталония платит на 16 млрд евро больше, чем получает обратно; долг Каталонии превысил 51 млрд евро. Кроме того, каталанский язык заметно отличается от испанского. Лозунг «Мадрид нас грабит!» стал главным катализатором сепаратистских настроений и желания отделиться от королевства любой ценой. При этом до 90 % продукции, производимой в Каталонии, реализуется на испанском рынке.

## Подготовка
Подготовке к референдуму 2017 года предшествовал аналогичный референдум, которые правительство Артура Маса пообещало провести в 2014 году. Однако он был заблокирован властями Испании и поэтому прошел лишённый юридической силы опрос населения по вопросу независимости. Правительство Маса имело куда большую поддержку, чем нынешнее Карлеса Пучдемона, тем не менее стоило премьеру Испании Мариано Рахою проявить жесткость, как сепаратисты пошли на попятную. Провал ещё одной попытки плебисцита означал бы поражение сепаратистов, что снимет вопрос о независимости как минимум на ближайшие годы.
9 июня 2017 года стало известно, что референдум о независимости испанской Каталонии назначен правительством Каталонии на 1 октября 2017 года. На референдум был вынесен следующий вопрос: «Хотите ли вы, чтобы Каталония была независимым государством в форме республики?».
29 августа 2017 года представители двух каталонских партий JxSí («Вместе за») и CUP («Кандидатура народного единства») представили в парламент Каталонии законопроект, устанавливавший порядок действий по выходу Каталонии из состава Испании.
6 сентября каталонский парламент одобрил «Закон о референдуме о самоопределении Каталонии»: 72 парламентария проголосовали за, 60 — против, трое воздержались. В тот же день его подписал президент Женералитата Каталонии Карлес Пучдемон.
8 сентября националистическое большинство парламента Каталонии после двенадцатичасовых дебатов утвердило юридический порядок выхода региона из состава Испании. За соответствующий законопроект «О правовом и учредительном переходном периоде республики» проголосовали 72 депутата, 12 депутатов от партии CatalunyaSíQueEsPot — воздержались, остальные депутаты в знак протеста против «недемократической», по их мнению, процедуры принятия закона покинули зал заседаний и в голосовании не участвовали. Если жители региона в большинстве проголосуют «за» отделение от Испании, то уже 2 октября начнется имплементация положений закона «О правовом и учредительном переходном периоде республики».
Конституционный суд Испании на чрезвычайном заседании принял к рассмотрению иски правительства страны о незаконности принятых в Каталонии документов. Испанская конституция предусматривает опцию, согласной которой правительство королевства может обжаловать в суде принятые органами автономных областей решения. Каталония, равно как и Страна Басков, Наварра, Галисия и Андалусия, имеет расширенную автономию.
Неизвестно, за чей счет финансировался референдум. Для голосования власти закупили более 6 тысяч урн.
К властям Каталонии также предъявляют ряд претензий, связанных непосредственно с процедурой проведения референдума. Согласно Венецианской комиссии (европейскому органу по конституционному праву), организацией плебисцита должен заниматься независимый и беспристрастный орган. Но избирательная комиссия Каталонии включает в себя пять человек, напрямую связанных со сторонниками отделения.

## Юридические позиции сторон

### Позиция властей Каталонии
Власти Каталонии считают проведение референдума вынужденной мерой, вызванной некорректными действиями властей Испании, не идущих на уступки властям Каталонии, требующим предоставление региону более широких полномочий.
Пучдемон и другие члены правительства Каталонии заявили, что будут игнорировать решение суда об отстранении их от работы. Таким образом в Каталонии предполагалась парадоксальная ситуация, когда регион будет существовать в двух политических измерениях: в одном под управлением испанского правительства, объявившего региональные органы власти вне закона, и в другом — с независимым каталонским президентом и парламентом.
В случае препятствий проведению референдума со стороны испанского правительства, закон о независимости должен был вступить в силу полностью и немедленно после того, как парламент Каталонии констатирует наличие такого препятствия. Иными словами, срыв референдума не должен был стать препятствием к выходу Каталонии из состава Испании.

### Позиция властей Испании
Власти Испании считают проведение референдума незаконным. Конституционный суд Испании приостановил действие всех документов по поводу голосования по вопросу независимости 1 октября, принятых Женералитетом и каталонским парламентом. Таким образом, все дальнейшие действия каталонских властей по подготовке референдума являются незаконными.
Премьер-министр Мариано Рахой официально обратился к каталонскому правительству с требованием остановиться в попытках провести референдум.                      Премьера поддержал король Филипп VI, который в середине сентября впервые высказался на тему каталонского кризиса:              «Конституция восторжествует над теми, кто пытается нарушить мирное сосуществование граждан». Генеральный прокурор Испании Хосе Мануэль Маза предупредил, что каталонский лидер может быть арестован по обвинению в гражданском неповиновении и злоупотреблении служебными полномочиями. «Референдум о независимости Каталонии не состоится ни при каких обстоятельствах» — сказала министр обороны Мария Долорес де Коспедаль.
Согласно 155-й статье испанской Конституции, за правительством закреплено право получить у сената необходимые полномочия для обеспечения действия национальных законов в любой из 17 автономных областей страны. Расплывчатая формулировка и тот факт, что не было ни одного случая её использования, позволяет правительству Испании распустить каталонское правительство и региональный парламент. Правительство опасается, что при попытках полицейских блокировать участки для голосования могут произойти вспышки насилия.

## Противодействие властей Испании
Министерство внутренних дел страны отправило в Каталонию три парома, где разместились дополнительные подразделения сил безопасности из других частей Испании для противодействия проведению плебисцита. Генеральный прокурор Каталонии отдал приказ местной полиции — Mossos d'Esquadra перейти под командование Гражданской гвардии Испании, чтобы объединить усилия по сбору доказательств подготовки незаконного референдума и его предотвращению. Однако глава каталонской полиции майор Жузеп Луис Траперо отказался подчиниться этому приказу.
20 сентября четырнадцать чиновников Каталонии разного уровня были арестованы (позже все отпущены), среди которых — главы экономического и налогового ведомств Каталонии и сотрудники министерства телекоммуникаций, а также труда и социальных вопросов. В ответ в автономии и по всей стране прошла волна митингов в поддержку независимости. Конфисковано почти 10 млн отпечатанных бюллетеней для голосования, после чего активисты призвали жителей самим распечатывать бюллетени. Информационный сайт референдума был заблокирован, как и многие другие по его поддержке. Представители правительства Каталонии подтвердили, что их усилия по организации референдума были серьезно подорваны. Мадрид взял на себя контроль над финансами Каталонии, то есть заблокировал 1,4 млрд евро налоговых поступлений из автономии.
Лидер Каталонии Карлес Пучдемон высказался против действия испанских властей, «достойных тоталитарного государства», направленных на срыв голосования, однако указал, что голосование всё равно состоится, и если его участники выберут независимость, то первое, что он сделает — обратится к Испании и Евросоюзу с приглашением к диалогу.
Генеральный прокурор Каталонии Хосе Мария Ромеро де Техада отдал распоряжение правоохранительным органам автономного сообщества изымать урны, бюллетени и списки избирателей в день проведения референдума. Гражданская Гвардия изъяла 45 тысяч уведомлений, которые власти Каталонии собирались направить членам избирательных комиссий. Закрыто в общей сложности 140 сайтов с информацией о голосовании. 26 сентября заблокирован сайт общественной организации «Каталонская национальная ассамблея», которая активно поддерживала проведение голосования и собирала митинги протеста против действий властей. Генеральная прокуратура королевства будет расследовать и пресекать любые попытки подготовки к проведению плебисцита — издание и распространение агитационных материалов, листовок, а также оборудование участков. Было открыто 700 уголовных дел в отношении мэров и глав муниципалитетов каталонских городов из-за подготовки к референдуму. Соответствующий циркуляр был разослан руководителям надзорных ведомств крупных каталонских городов — Барселоны, Жироны, Таррагоны и Лейды. Правительство Испании убедительно попросило всех 948 мэров Каталонии подумать о последствиях, прежде чем совершать противозаконные действия. В итоге избирательные участки решились открыть у себя лишь 75 % муниципальных округов региона. Сепаратисты не располагают полной поддержкой муниципальных властей трех из четырёх столиц провинций Каталонии: Барселоны, Лейды и Таррагоны (две последних полностью отказались предоставлять помещения для голосования). Там голосование прошло в помещениях, принадлежащих краевым властям, а не муниципалитетам.
Власти Испании намерены закрыть доступ на избирательные участки. 30 сентября полиция собиралась опечатать образовательные и другие учреждения, где предполагалось установить урны для голосования. Возле входов на участки в воскресенье будут дежурить силовики — представители регионального корпуса полиции Mossos d’Esquadra, гражданской гвардии Испании и национальной полиции. Перед ними же поставлена задача проследить, чтобы сепаратисты не прибегли к голосованию прямо на улице.

## Опросы населения
Согласно опросам, проведенным в декабре 2016 года, за независимость было 44,9 %, против — 45,1 %. В начале сентября (за месяц до референдума) 47 % каталонцев были за отделение от Испании и 44,4 — против. По более поздним опросам, независимость Каталонии поддерживает 41 % жителей автономного сообщества, 49 % выступают против. При этом голосование, по мнению 60 % каталонцев, не является легитимным и не может иметь каких-либо юридических последствий. За проведение референдума о статусе автономного сообщества выступают 80 % каталонцев, однако большинство из них считает, что оно должно быть согласовано с властями в Мадриде. Согласно опросу, проведенному социологической службой SocioMétrica для интернет-издания El Español, за независимость выступало 50,1 % каталонцев, против — 45,7 %.
За то, чтобы остаться в составе Испании, выступают более образованные и состоятельные слои населения. Напротив, сторонников отделения много в массах, особенно среди безработных и людей с низкими доходами, а также у жителей сельской местности и молодёжи.

## Ход референдума
В 9:00 по местному времени (7:00 UTC) открылись участки. Ещё до начала голосования доступ к некоторым участкам был перекрыт активистами транспортом и дорожными блоками; в других местах люди заняли участки с ночи, чтобы не дать их заблокировать. Гражданская гвардия и Национальная полиция по распоряжению федеральных властей пытались не допустить каталонцев на пункты голосования. Школы отключались от интернета и электричества. К середине дня, по заявлению властей автономии, явка составила более 50 %. Замглавы Европейского парламента, депутат от Партии зелёных из Австрии Ульрике Луначек признала референдум в Каталонии законным. Полиция заявила, что ей удалось взять под контроль большую часть из 2315 участков, в течение дня удалось закрыть ещё порядка 300 участков. Были изъяты документы, бюллетени и урны. Однако на других участках голосование прошло, где-то прямо на улице. Полиция Каталонии отказалась исполнять решение Верховного суда Испании о закрытии участков для голосования за независимость Каталонии. На тех участках, куда не пришли испанские силовики, люди стояли в длинных очередях, чтобы проголосовать. Всего было изъято порядка 700 тыс. заполненных бюллетеней и они не включены в подсчёт голосов.
Полиция заблокировала участок в Сан-Жульян-де-Рамис, где должен был проголосовать глава Каталонии Карлес Пучдемон, поэтому ему пришлось идти в другое место.
Первый зампред правительства Испании Мария Сорайя Саэнс де Сантамария объявила, что референдум не состоялся, указав, что у женералитата «нет инструментов, которые обеспечили бы нейтральность голосования», и «продолжать этот фарс не имеет смысла».
Референдум обернулся массовыми беспорядками, которым во многом поспособствовали чрезмерно жёсткие действия правоохранителей. Против тех, кто хотел высказать свою позицию по поводу независимости региона, в ход шли дубинки и резиновые пули. По данным Женералитета, от действий гвардейцев пострадало 1 066 человек. Испанские власти считают применение силы пропорциональным ответом на незаконные события в Каталонии, и что правоохранители действуют весьма профессионально. При этом местная полиция не принимает участия в разгоне голосующих, а кое-где даже защищает людей. В социальных сетях публикуются многочисленные фотографии и видео, на которых видно, как правоохранители избивают людей ногами, скидывают с лестниц, вышвыривают с участков, тащат их за волосы и не делают разницы между молодыми и пожилыми гражданами, мужчинами и женщинами. Действия силовиков сравнивают с порядками времен диктатуры Франко. Побои и силовой разгон в ответ на мирное сопротивление людей, которые просто стояли или сидели, стали полной неожиданностью для жителей автономии. Однако это не останавливало желающих проголосовать. Координатор французского движения OUI au Pays Catalan Жорди Вера, который в качестве наблюдателя присутствовал на одном из участков, сказал, что полиция проявляет «немыслимое насилие», избивая стариков, женщин и детей. Власти Каталонии утверждают, что полиция применяла против митингующих слезоточивый газ. В МВД Испании заявили, что в ходе беспорядков пострадало более 30 сотрудников органов.
Женералитат потребовал отставки представителя испанского правительства в Каталонии Энрика Милло.
При этом западные СМИ и официальный Брюссель не спешат критиковать Мадрид, новости из Каталонии преподносятся достаточно отстранённо. Руководство Каталонии призвало Европейский союз осудить насилие. Европейская комиссия (ЕК) заявила, что это внутреннее дело Испании. А бывший глава Каталонии Артур Мас подчеркнул, что после нынешних событий Испания окончательно потеряла Каталонию. Правозащитная организация Human Rights Watch призвала власти уважать право на мирные собрания и свободу слова, а также воздержаться от чрезмерного применения силы.
Голосование на референдуме завершилось, как и планировалось, в 20:00. Пучдемон заявил, что каталонцы обеспечили себе право на независимость, и она будет провозглашена в течение 24 часов. Рахой на пресс-конференции заявил, что «никакого референдума не было, это была просто инсценировка».
ФК Барселона решительно осудил действия полиции.
Референдум о независимости Каталонии был незаконным, так как шел вразрез с испанским законодательством, заявил 2 октября официальный представитель Еврокомиссии Маргаритис Схинас. ЕК считает ситуацию с референдумом внутренним делом Испании и призывает все стороны немедленно перейти от конфронтации к диалогу.

## Результаты голосования
По официальным результатам, 1 октября 2017 года за выход Каталонии из состава Испании отдали свои голоса 2 044 038 человек, что составляет 90,18% от общего числа действительных голосов. Против проголосовало 177 547 человек (7,83%), 44 913 бюллетеней оказались пустыми (1,98%), ещё 19 719 было признано недействительными. Всего было подано 2 286 217 голосов, что составляет 43,03% от общего числа избирателей (5 313 564) Фактически явка была выше, и все данные без учёта более 700 тысяч заполненных бюллетеней, которые испанской полиции удалось изъять.
| Территория                          | Число избирателей                   | Подано голосов                      | Явка (%)                            | Действительных голосов | Недействительных голосов | За        | % за   | Против  | % против | Пустых бюллетеней | % пустых бюллетеней |
| ----------------------------------- | ----------------------------------- | ----------------------------------- | ----------------------------------- | ---------------------- | ------------------------ | --------- | ------ | ------- | -------- | ----------------- | ------------------- |
| Барселона                           | 3 971 666                           | 1 637 401                           | 41,23%                              | 1 622 139              | 15 262                   | 1 438 682 | 88,69% | 147 294 | 9,08%    | 36 163            | 2,23%               |
| Жирона                              | 496 167                             | 264 537                             | 53,32%                              | 263 083                | 1454                     | 249 483   | 94,83% | 10 382  | 3,95%    | 3218              | 1,22%               |
| Льейда                              | 298 140                             | 157 501                             | 52,83%                              | 156 197                | 1304                     | 146 583   | 93,84% | 7485    | 4,79%    | 2129              | 1,36%               |
| Таррагона                           | 547 591                             | 222 445                             | 40,62%                              | 220 749                | 1696                     | 205 038   | 92,88% | 12 331  | 5,59%    | 3380              | 1,53%               |
| Каталония, всего                    | 5 313 564                           | 2 286 217                           | 43,03%                              | 2 266 498              | 19 719                   | 2 044 038 | 90,18% | 177 547 | 7,83%    | 44 913            | 1,98%               |
| Голосовавшие за пределами Каталонии | Голосовавшие за пределами Каталонии | Голосовавшие за пределами Каталонии | Голосовавшие за пределами Каталонии | 4330                   | 3                        | 4252      | 98,2%  | 55      | 1,27%    | 23                | 0,53%               |

## Последствия
В понедельник Пучдемон заявил, что для урегулирования разногласий между Барселоной и Мадридом необходимо посредничество третьих сил. Власти также не ожидают автоматического признания независимости со стороны других стран. Отделение будет означать для Каталонии и выход из Евросоюза и зоны евро. Это поставит крест на свободном перемещении товаров, услуг, рабочей силы и капитала, что самым негативным образом скажется на её экономике. Каталонии придется проходить непростую процедуру вступления в ЕС, к тому же данное решение должно быть одобрено всеми членами сообщества, а Испания уже заявляла, что наложит вето. По оценке мадридского издания ABC, государственный долг региона может вырасти до 265 млрд евро — это 124 % от ВВП. С другой стороны, будет нанесён удар и по бюджету испанского государства. Ещё один фактор — получение признания иностранных государств и международных организаций, включая ООН, что тоже будет невозможно из-за позиции Испании.
После проведения референдума некоторые крупнейшие испанские компании приняли решение либо о переносе своих штаб-квартир в другие регионы, либо о приостановке бизнес-процессов на территории Каталонии. Также существенно сократился рост прямых инвестиций, в том числе и иностранных, в экономику Каталонии, а международные финансовые корпорации предупреждают клиентов о возможных рисках инвестиций.
8 октября 2017 года организация «Каталонское гражданское сообщество» провела марш под названием «Хватит! Вернёмся к здравому смыслу» против независимости Каталонии, в котором по данным полиции приняло участие около 350 тыс. человек.
10 октября 2017 года Пучдемон выступил в Парламенте, вечером подписан документ о независимости (приостановлено его действие для переговоров с Мадридом). Накануне пресс-секретарь партии Рахоя пригрозил Пучдемону судьбой лидера Каталонии Луиса Компаниса, убитого франкистами в 1940 году, после выдачи его Францией.
19 октября 2017 года правительство Испании начало процесс приостановления автономии Каталонии согласно Конституции (1978), статья 155.
21 октября — правительство Каталонии отправлено в отставку.
27 октября парламент Каталонии провозгласил независимость Республики Каталония («за» проголосовали 70 депутатов из 135, 10 — против, двое воздержались, депутаты от оппозиционного меньшинства отсутствовали в знак протеста; политическую основу сторонников независимости составили партии «Вместе за „да“» и «Кандидатура народного единства» — CUP) и спустя час Сенат Испании большинством в 241 голос против 47 при одном воздержавшемся проголосовал за введение в действие 155-й статьи Конституции Испании, регламентирующей порядок установления прямого правления из Мадрида. Этот шаг поддержали сенаторы от правящей Народной партии, оппозиционной Испанской социалистической рабочей партии и либеральной Гражданской партии. В соответствии с означенной процедурой каталонский парламент распущен, досрочные выборы назначены на 21 декабря.